# FK Pobeda Prilep
FK Pobeda Prilep (Macedonisch: ФК Победа Прилеп) was een Macedonische voetbalclub uit de stad Prilep.

## Eerste decennia
De club werd in 1941 opgericht als Goce Delčev Prilep en nam een jaar later deel aan het Bulgaarse kampioenschap dat toen in knock-outfase beslecht werd, JSK Skopje versloeg de club met 8-0. In 1950 nam de club de huidige naam aan. Ten tijde van Joegoslavië kon de club nooit het hoogste niveau bereiken maar was wel vrij succesvol in de Macedonische competitie, een van de lagere klassen in Joegoslavië, de winnaar speelde dan een play-off om te promoveren naar de 2de klasse van heel Joegoslavië. Pobeda werd kampioen in 1959, 1962, 1963, 1979, 1981 en 1986.

## Optreden in Macedonië
Na de onafhankelijkheid van Macedonië was de club medeoprichter van de hoogste klasse. De eerste seizoenen werd in de middenmoot geëindigd en in 1995 en 1996 nam de club de 4de plaats in beslaag. In 1997 werd Pobeda 2de en had het voor het eerst recht op Europees voetbal. In 2000 herhaalde de club de 2de plaats. In de UEFA Cup versloeg Pobeda het Roemeense Universitatea Craiova en plaatste zich zo voor de eerste ronde, daarin was het Italiaanse AC Parma echter te sterk. Ook in 2002 werd Pobeda vicekampioen, nadat met 2-0 gewonnen werd tegen het Deense FC Midtjylland leek een nieuw Europees succesje in zicht maar de returnwedstrijd werd met 0-3 verloren na verlengingen.
In 2009 werd de club door de UEFA beschuldigd van omkoping tijdens een Europese wedstrijd in 2004. De club mocht acht seizoenen lang geen Europees voetbal spelen en werd ook uit de Macedonische competitie gezet.
In 2010 werd opvolger Viktorija opgericht. Deze club mocht echter van de Macedonische voetbalbond geen aanspraak maken op de geschiedenis van deze FK Pobeda en werd als compleet nieuwe club beschouwd. In 2015 nam de club de naam FK Pobeda aan en promoveerde een jaar later naar de hoogste klasse.

## Erelijst
- Landskampioen

2004, 2007
- Beker van Macedonië

Winnaar: 2002
Finalist: 2000, 2007

## In Europa
FK Pobeda Prilep speelt sinds 1997 in diverse Europese competities. Hieronder staan de competities en in welke seizoenen de club deelnam:
- Champions League (2x)

2004/05, 2007/08
- UEFA Cup (3x)

1997/98, 2000/01, 2002/03
- Intertoto Cup (5x)

1999, 2001, 2003, 2005, 2006